# Kate Brown (chercheuse)
Pour les articles homonymes, voir Kate Brown et Brown.
 (décembre 2020).
Kate Brown, née le 24 septembre 1965, est une historienne et professeure universitaire américaine. Elle est actuellement Professeure de “Sciences, Technologies, et Société” au Massachusetts Institute of Technology (MIT) à Boston. 
Elle est l'auteur de Manual for Survival: A Chernobyl Guide to the Future, (2019) Dispatches from Dystopia (2015), Plutopia (2013) et A Biography of No Place (2004). Elle a enseigné à l’University of Maryland, Baltimore County (UMBC) entre 2000 et 2018. Elle a créé la rubrique « History Unclassified » dans la célèbre American Historical Review, dont elle est rédactrice extérieure. Elle a été élue membre de la Society of American Historians en 2015. 
Kate Brown est connue pour son travail en histoire environnementale comparée, et pour ses études des réactions de différentes communautés humaines aux effets transformateurs de l’industrie et des technologies. 

## Ouvrages de Kate Brown
Son étude comparée de la production nucléaire et des transformations sociales dans les États-Unis et l’URSS pendant la guerre froide, Plutopia, lui a valu d’être la seule personne à avoir reçu les plus hautes récompenses universitaires des États-Unis en matière d’études sur la Russie, l’histoire américaine, l’histoire de l’Ouest, l’histoire environnementale et l’histoire des Amériques. Son ouvrage Manual for Survival (2019), une étude au plus près de l’impact du désastre nucléaire de Tchernobyl, finaliste du National Book Critics Circle Award, fut salué par The Economist comme une “fusion magistrale de recherche historique, de journalisme d’investigation et de reportage poètique”. Elle se consacre actuellement à une histoire mondiale de l’agriculture urbaine et son avenir possible.  

### Biography of No Place: From Ethnic Borderland to Soviet Heartland
Il s’agit d’une véritable biographie d’un paysage habité : la région frontalière entre  Russie et Pologne ; une région où cohabitaient, en 1925, des populations considérées comme polonaise, allemande, juives, ukrainiennes et russes. Au cours des trois décennies suivantes, cette mosaïque de cultures fut “modernisée et uniformisée” jusqu’à disparaître sous les jougs successifs de l’URSS, l’Allemagne nazie et les nationalismes polonais et ukrainien. Dans les années 1950, ce territoire devenu “no place” se retrouve être désormais le cœur de l’Ukraine, et le brassage de cultures qui définissait la région est détruit.

### Dispatches from Dystopia: A History of Places Not Yet Forgotten
Cette collection d’essais déroule une suite d’histoires de lieux réduits au silence, détruits ou contaminés. En racontant ces histoires inconnues jusqu’ici, Brown examine la création et la déconstruction de lieux, et la vie des gens qui perdurent dans les fragiles paysages qui survivent. The Atlantic a élu Dispatches l’une de ses meilleures lectures en 2016 (Best Books We Read in 2016).

### Plutopia

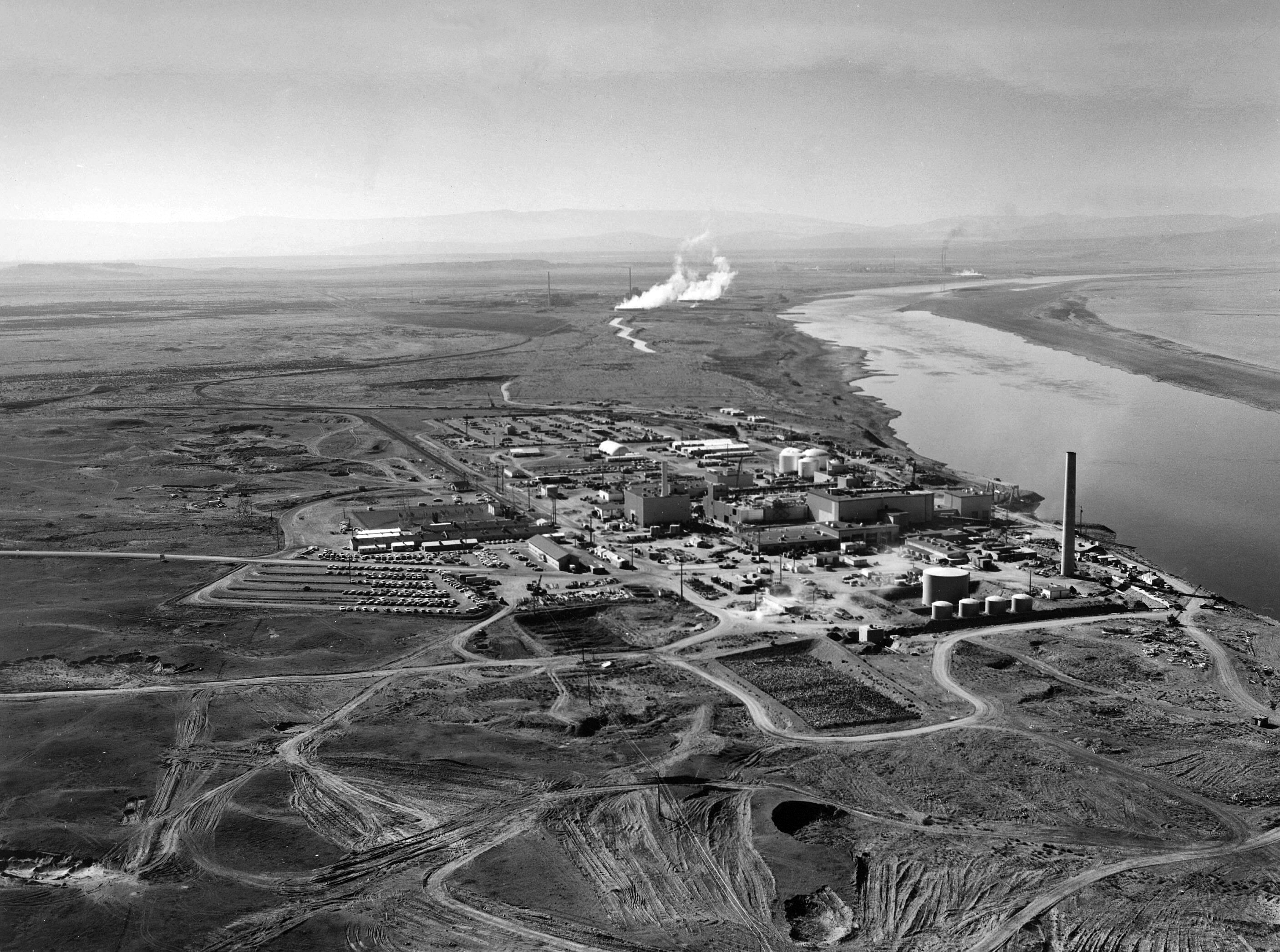
Le site de Hanford représente les deux tiers en volume des déchets hautement radioactifs des États-Unis. Des réacteurs nucléaires bordent la rivière au site de Hanford, le long du fleuve Columbia, en janvier 1960.

Richland, dans l’État de Washington, fut la première ville créée aux États-Unis pour abriter les travailleurs du voisin complexe nucléaire de Hanford, destiné à la production du plutonium, nécessaire à l’ensemble des armes atomiques américaines. Oziorsk, en URSS (puis en Russie) jouait un rôle identique à l’égard de l’usine de production de Maïak. Il s’agissait des deux premières villes du monde consacrées uniquement à la fabrication d’armes nucléaires.
Dans ce livre de 2013, Plutopia: Nuclear Families, Atomic Cities, and the Great Soviet and American Plutonium Disasters (Oxford), Kate Brown confronte la situation de ces deux villes apparemment opposées quant à la santé des habitants et aux « désastres au ralenti » qui se succèdent dans leurs environnements.  Brown fait observer que pendant les quatre décennies de leur fonctionnement « les deux usines ont émis plus de 200 millions de curies sous forme d’isotopes radioactifs relâchés dans l’environnement : pour chacun des sites, deux fois la quantité émise pendant le désastre de Tchernobyl ».
Elle remarque que pendant la période de fonctionnement de ces usines, la plus grande part de cette contamination radioactive faisait partie de l’opération normale ; les accidents nombreux qui avaient lieu étaient cachés par les directions, et la pollution se poursuivait sans contrôle. Cette politique de secret perdure aujourd’hui en ce qui concerne la pollution qui poursuit sa diffusion, chacun des gouvernements maintenant sa politique de secret. Au total, l’ouvrage établit la parfaite symétrie  d’objectifs, de structure, de gestion et de dangers entre ces deux sites majeurs de la guerre froide.

### Manual for Survival: A Chernobyl Guide to the Future

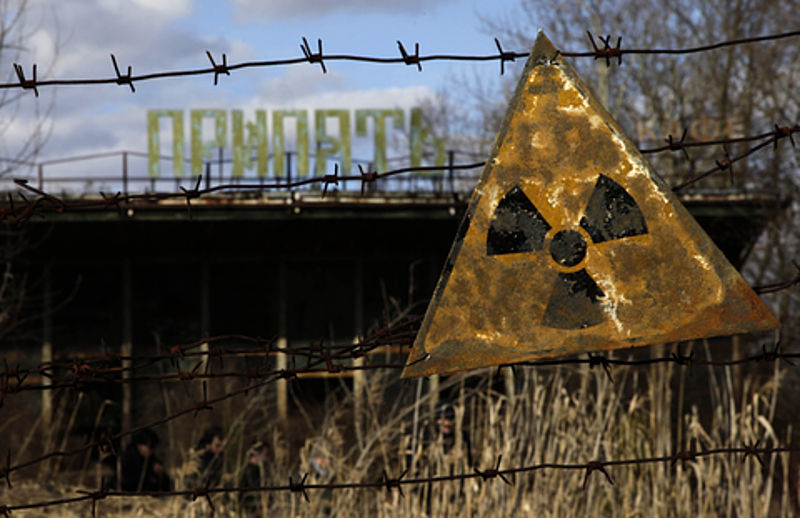
L'extérieur d'un café à Prypiat.

Ce livre documente, de façon détaillée, l’impact de l’irradiation issue de l’explosion du réacteur de Tchernobyl (traduit en français sous le titre Tchernobyl par la preuve, Actes Sud, 2021, par C. Weis et M.-A. de Béru.) Il repose sur une recherche poursuivie pendant plus de dix ans, sur le terrain et dans les archives. Kate Brown est parvenue, la première, à examiner les archives du KGB, dépositaire exclusif des informations de toutes natures : notamment les rapports médicaux concernant les effets de l’accident, à la fois sur les travailleurs et les « liquidateurs » de la centrale détruite, et sur toutes les populations ukrainiennes, biélorusses et russes dans une très vaste zone périphérique. Ces documents produits par des scientifiques, des bureaucrates, des militaires et des civils, font apparaître une augmentation spectaculaire des malformations de nourrissons, de mortalité infantile, de cancers et de maladies invalidantes à divers degrés, la plupart ignorées des statistiques établies par les organismes officiels nationaux ou internationaux. Selon sa méthodologie originale, Kate Brown complète ses informations par des expériences personnelles. Par exemple, après avoir cueilli des myrtilles dans la forêt voisine de la centrale, elle s’engage avec des paysans dans le cycle commercial des fruits et champignons, censé être strictement contrôlé quant à la radioactivité. Elle vérifie elle-même comment, par des mélanges dosés de provenances diverses, les marchands font passer des contingents de primeurs fortement contaminés sur les marchés extérieurs, y compris à l’exportation.
Le travail de Brown a un impact important sur un problème qui déborde largement Tchernobyl : l’effet dit « des faibles doses ». Sous ce vocable est posée la question des effets biologiques des contaminations radioactives dues aux retombées massives - notamment dans l’hémisphère Nord - lors des essais nucléaires de la guerre froide au niveau de l’eau, des sols et des êtres vivants. Cachés systématiquement au cours des années 1950 à 1970, leur prise en compte éventuelle sur les plans sanitaire, financier et politique représente un enjeu énorme. Brown démontre comment l’URSS d’abord, puis la Russie et les États-Unis avec nombre d’organisations internationales (y compris de l’ONU) se sont toujours efforcés, avec un certain succès, d’enterrer ou discréditer les informations qui auraient pu confirmer les dégâts correspondants. Le livre de Kate Brown remet le problème au premier plan en apportant des éléments concrets, ce qui ravive (cf. ci-dessous) une polémique ancienne, et fait réagir certains publicistes et épidémiologistes ayant rédigé ou soutenu les rapports officiels que l’ouvrage met en cause.
Manual for Survival suggère enfin une question plus vaste. Le suivi minutieux des isotopes radioactifs dans l’écosystème après le désastre de Tchernobyl éclaire un problème plus général, comme le souligne Sophie Pinkham dans la New York Review of Books : « comment l’humanité parviendra-t-elle à coexister avec les volumes croissants de toxines et de polluants qu’elle introduit systématiquement dans l’air, l’eau et les sols de la planète, produits toxiques dont la durée de vie est immense et le comportement chimique dans la nature souvent mal compris ? Brown fait observer que Tchernobyl ne devrait pas être vu comme un accident isolé à caractère unique, mais au contraire comme un signal d’alarme attirant notre attention sur le monde nouveau que nous créons ainsi tous les jours ».

## Distinctions
Outre son élection à la Société des Historiens Américains (2015), les travaux de K. Brown lui ont valu bon nombre de récompenses importantes en matière d’arts et lettres, notamment un Guggenheim Fellowship, un Carnegie Fellowship, et un Berlin Prize Fellowship. Son ouvrage A Biography of No Place (2004), une étude des communautés et de l’identité dans les territoires largement oubliés de l’Est européen, a reçu le prix George Louis Beer Prize (en),  de l’American Historical Association attribué pour un ouvrage remarquable sur l’histoire internationale de l’Europe. Plutopia a reçu trois des principaux prix en matière d’histoire américaine : le prix Albert J. Beveridge (en) (AHA), et la médaille John H. Dunning (en) accompagnée du prix Ellis W. Hawley (en) de l’ Organisation des Historiens Américains (OAH). Le Berlin Prize lui a été attribué par l’American Academy de Berlin. L’ouvrage à également reçu le prix George Perkins Marsh (en) de l'American Society of Environmental History, ainsi que la principale récompense du champ des études russo-européennes, le Wayne S. Vucinich Prize de l’Association for Slavic, East European, and Eurasian Studies (en) (ASEEES), au titre de l’ouvrage le plus marquant dans ce domaine, toutes disciplines confondues. Parmi d’autres récompenses, Manual for Survival a également reçu deux prix de cette association universitaire : le Reginald Zelnik Prize d’histoire euro-asiatique et le Marshal D. Shulman Prize de politique étrangère. L’ouvrage a été finaliste en 2020 pour le prix du National Book Critic Circle (NBCC).
Les recherches de Kate Brown ont reçu le soutien, entre autres, de la Fondation nationale pour les sciences humaines, le U.S. Holocaust Memorial Museum, l’Institut Universitaire Européen (Florence), l’American Council of Learned Societies (en).

## Commentaires et controverses
Les premiers ouvrages de Kate Brown, y compris Plutopia, ont fait l’objet de commentaires et critiques unanimement élogieux. Pour ce dernier ouvrage par exemple, le critique de Nature fait remarquer que “cet ouvrage méticuleusement documenté (…) comporte un message important pour les autorités responsables des installations nucléaires d’aujourd’hui : c’est un plaidoyer pour la précaution et la transparence”. 
Compte tenu de leur objet, les réactions à Manual for Survival sont plus contrastées. Elles sont très positives dans leur majorité. Ainsi, le journaliste ukrainien Vitali Vitaliev recommande "une magnifique monographie qui contraste avec nombre de livres sur Tchernobyl simplement parce qu’elle dit la vérité – entière, non-déformée – sur un des pires désastres de l’histoire". Serhii Plokhy, originaire de la région devenu professeur à Harvard, insiste sur la précision des connaissances de Brown. Philip Ball, ancien rédacteur en chef de Nature, note que “[Brown] a obtenu des documents et archives que personne, semble-t-il, n’a jamais lu, dont certains étaient manifestement censés rester aussi enterrés que les déchets contaminés de Tchernobyl. Le résultat est un ouvrage extraordinaire et important, même s’il alimente des débats”. 
L’enquête de terrain associée à l’étude d’archives du KGB décrites dans Manual for Survival, posait à nouveaux frais, en termes assez crus, les problèmes de « faibles doses » et ceux, extraordinairement complexes, où l’épidémiologie rencontre la décision politique. Lui-même objet d’un traitement assez négatif dans le livre, le Prof. Jim T. Smith (Université de Portsmouth, G.-B.), microbiologiste parcourant la forêt de Tchernobyl depuis l’accident, fit dans le Journal of Radiological Protection  une critique  sur de nombreux aspects de Manual for Survival. Il décrit le livre de Brown comme une histoire biaisée et trompeuse des impacts de Tchernobyl sur la santé et l’environnement. Il affirme que Brown choisit parmi les résultats uniquement ceux qui lui conviennent. : « Ma revue, basée sur près de trente ans de recherche sur Tchernobyl et des dizaines de visites dans les zones contaminées de Biélorussie, d'Ukraine et de Russie, soutient que "Manual for Survival" ignore les milliers d'études scientifiques sur Tchernobyl qui sont disponibles dans la littérature scientifique internationale. (...) sauf là où [elles] coïncide[nt] avec la thèse de Brown. » 
Dans sa réfutation de ces accusations, parue dans la même revue , Brown souligne qu’historienne, il ne lui appartient pas de prendre position dans des débats scientifiques complexes, mais qu’elle est parfaitement dans son rôle en signalant l’omission (voire le rejet) par des chercheurs et rapporteurs d’organisations internationales des informations transmises par les médecins et autorités soviétiques, puis post-soviétiques, directement engagés sur le terrain - informations confirmées par ses propres observations empiriques. Cette controverse souligne combien ce domaine d'une grande complexité méthodologique parvient difficilement, comme en matière d’évaluation de risques médicaux, biologiques, agricoles, à séparer ses conclusions scientifiques de leur impact politique. 

## Ouvrages
- A Biography of No Place: From Ethnic Borderland to Ukrainian Heartland, Harvard University Press, 2004.
- Dispatches from Dystopia: Histories of Places Not Yet Forgotten, University of Chicago Press, 2015.
- Plutopia: Nuclear Families, Atomic Cities, and the Great Soviet and American Plutonium Disasters, Oxford University Press, 2013.
- Manual for Survival: A Chernobyl Guide to the Future, W. W. Norton & Company, 2019
- Tchernobyl par la preuve, Actes Sud, 2021, traduit de l'anglais par Cédric Weis et Marie-Anne de Béru

## Prix et distinctions
- 2004 : Prix George Louis Beer (en) , Société américaine d'histoire , A Biography of No Place [19] .
- 2009 : Bourse Guggenheim[20] .
- 2014 : Robert G. Athearn Prize, Western History Association, Plutopia [21].
- 2014 : Albert J. Beveridge Award from the American Historical Association, Plutopia [22].
- 2014 : Wayne S. Vucinich Prize de l'’Association for Slavic, East European, and Eurasian Studies (en) , Plutopia [23].
- 2015 : Prix John H. Dunning (en) , Société américaine d'histoire , Plutopia [24] .
- 2015 : Election to the Society of American Historians.
- 2016-2017 : bourse de la Fondation Carnegie .
- 2017 : Berlin Prize from the American Academy in Berlin[8].
- 2020 : Ryszard Kapuscinski International Award for Literary Reporting, sélectionné, Manual for Survival [25].
- 2020 : National Book Critic Circle (NBCC), finaliste, Manual for Survival [26].
- 2020 : Pushkin House Award, dernière sélection, Manual for Survival [27].
- 2020 : Marshal D. Shulman Prize in foreign policy, ’Association for Slavic, East European, and Eurasian Studies (en) , Manual for Survival [28].
- 2020 : Reginald Zelnik Prize en histoire russe/eurasienne, Association for Slavic, East European, and Eurasian Studies, Manual for Survival [29].
- 2021 : Lаura Shannon Prize, Nanovic Institute for European Studies, finaliste, Manual for Survival [30].

## Voir également